# Giuseppe in Egitto (Pontormo)

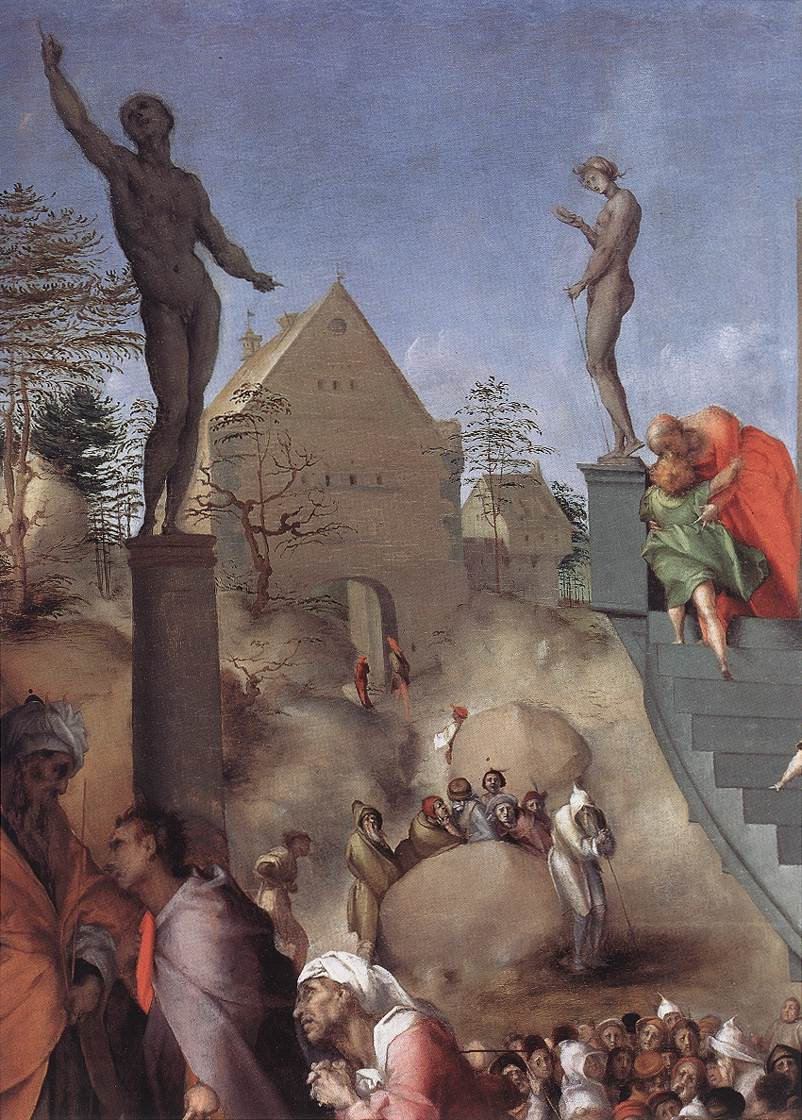
Dettaglio

Giuseppe in Egitto è un dipinto a olio su tavola (96,5x109,5 cm) di Pontormo, databile al 1518 circa e conservato nella National Gallery di Londra. La tavola faceva parte della decorazione della Camera nuziale Borgherini.

## Storia
A partire dal 1515 circa a Firenze Salvi Borgherini fece decorare la camera nuziale di suo figlio Pierfrancesco e della consorte Margherita Acciaiuoli con una boiserie e mobilio intagliato da Baccio d'Agnolo, progettista anche del palazzo dove si trovava l'insieme, il tutto decorato da una serie di pannelli figurati di Pontormo, Francesco Granacci e, in una fase immediatamente successiva, Andrea del Sarto e il Bacchiacca.
Il tema era quello delle Storie di Giuseppe ebreo, eroe virtuoso e casto spesso raffigurato come esempio per le giovani coppie. Il Pontormo dipinse quattro pannelli, Giuseppe riceve richieste d'aiuto dai fratelli, Giuseppe venduto a Putifarre, il Supplizio del fornaio e Giuseppe in Egitto.
Il risultato era così straordinario che nel 1529 la Signoria voleva farne dono a Francesco I di Francia, ma Margherita Acciaiuoli negò la richiesta di acquisto seccamente.
Gli eredi della coppia però non ressero molto alle lusinghe e fu così che nel 1584 Francesco I de' Medici ottenne le tavole di Andrea del Sarto e di Granacci, che sono agli Uffizi e alla Galleria Palatina, mentre le altre andarono disperse e si trovano oggi divise tra la National Gallery di Londra (tutte le tavole di Pontormo e due del Bacchiacca) e la Galleria Borghese di Roma (le quattro piccole tavole del Bacchiacca).
La tavola di Giuseppe in Egitto, probabilmente l'ultima dipinta da Pontormo, entrò nel museo londinese nel 1882 tramite acquisto.

## Descrizione e stile
L'opera è forse la più celebre e innovativa di tutto il ciclo pittorico Borgherini-Acciaiuoli. Racconta il ricongiungimento di Giuseppe con la sua famiglia in Egitto (Genesi 47,13 e 48) con una serie di episodi rappresentati contemporaneamente e su piani diversi, con un brulicare di personaggi e figure ispirato più alle incisioni tedesche che alle tradizionali composizioni italiane. Nordico è infatti l'aspetto di numerosi personaggi, delle vesti, del massiccio castello al centro e anche degli alberi che punteggiano qua e là il paesaggio.
In primo piano a sinistra Giuseppe presenta al faraone la sua famiglia da lui invitata a trasferirsi in Egitto; a destra Giuseppe procede sul carro trionfale trascinato da tre putti, mentre un quarto si erge su una colonna dietro il protagonista, il quale si sta piegando, aiutato da un altro fanciullo, verso un personaggio inginocchiato che gli presenta una supplica scritta, a simboleggiare il potere e la considerazione di cui egli godeva. A destra, su un edificio cilindrico, si avvolge una scala senza ringhiera, salita da Giuseppe che tiene per mano uno dei suoi figli mentre più in alto un secondo fanciullo è accolto dalla madre affettuosamente; dietro di essi sale il messaggero che ha mandato a chiamare Giuseppe su richiesta dell'anziano padre di lui Giacobbe. Giuseppe, i figli Efraim e Manasse sono infine accolti nella stanza aperta in alto a destra, dove Giacobbe, vecchissimo e ormai pronto a morire, impartisce loro la benedizione.
Il protagonista appare quindi più volte, in una sorta di narrazione continua, facilmente identificabile tramite la tunica ocra, il mantello violaceo e il copricapo rosso.
Tra i due edifici, ornati da statue che paiono vive, si assiepa una folla di persone mentre più dietro, tra i macigni di un sentiero in salita, alcuni personaggi di difficile identificazione rivolgono la loro attenzione a quello che avviene in primo piano. Tra le sculture, quella maschile di sinistra appare come un omaggio al Bacco di Jacopo Sansovino, in una posa che sarà sviluppata pochi anni dopo nel suo San Quintino.
Secondo la testimonianza di Vasari il ragazzo con la veste marrone e il mantello scuro seduto su un gradino al centro sarebbe un ritratto del giovane Bronzino, allievo di Pontormo.